# 髙橋練
髙橋 練（たかはし れん、1967年 - ）は、NHKのプロデューサー（職員）。
北海道出身。札幌北高等学校から東京大学に進学し、卒業後の1992年にNHKに入局。初任地の名古屋局でドラマ班に加わって以降、一貫して、東京局・大阪局でもドラマ制作に携わってきた。

## 主な作品

### テレビドラマ
- NHK大河ドラマ
  - 徳川慶喜（1998年）
- 連続テレビ小説
  - ちゅらさん（2001年・前期AK） ※関連作品のちゅらさん3も
  - こころ（2003年・前期AK）
  - 風のハルカ（2005年・後期BK）
  - ちりとてちん（2007年・後期BK）
  - まれ（2015年・前期AK）
- 名古屋お金物語（1995年）
- レガッタ〜国際金融戦争（1999年）
- はんなり菊太郎（2002年）
- 土曜ドラマ
  - チャレンジド（2009年）
  - 外事警察（2009年）
  - チェイス〜国税査察官〜（2010年）
  - チャンス（2010年）
  - メイドインジャパン（2013年）
  - 足尾から来た女（2014年）
  - トットてれび（2016年）
  - みかづき（2019年）
- ドラマ10
  - 10年先も君に恋して（2010年）
  - 胡桃の部屋（2011年）
  - 透明なゆりかご（2018年）
  - ミストレス〜女たちの秘密〜（2019年）
  - 少年寅次郎（2019年）
  - ディア・ペイシェント〜 絆のカルテ〜（2020年）
  - タリオ 復讐代行の2人（2020年）
- てのひらのメモ（2010年）
- 夢食堂の料理人〜1964東京オリンピック選手村物語〜（2019年）
- マンゴーの樹の下で〜ルソン島、戦火の約束〜（2019年）
- プレミアムドラマ
  - 歪んだ波紋（2019年）
  - すぐ死ぬんだから（2020年）
- 松本清張ドラマ 黒い画集〜証言〜（2020年）